# 今城村
今城村（いまきそん / いまぎむら）は、岡山県邑久郡にあった村。現在の瀬戸内市の一部にあたる。

## 地理
上寺山、大富山の付近一帯に位置していた。

## 歴史
- 1889年（明治22年）6月1日、町村制の施行により、邑久郡大富村、福山村、向山村、北島村が合併して村制施行し、今城村が発足[1][2]。旧村名を継承した大富、福山、向山、北島の4大字を編成[2]。
- 1906年（明治39年）今城村稚蚕共同飼育組合設立[2]。
- 1917年（大正6年）電灯線架設[2]。
- 1952年（昭和27年）4月1日、邑久郡邑久村、福田村、豊原村、本庄村、笠加村と合併し、町制施行し邑久町を新設して廃止された[1][2]。

### 地名の由来
次の諸説あり。
1. 古く新来漢人（いまきのあやひと）が居住した地であるため[2]。
2. 今木城にちなみ、のち今城に改めた[2]。

## 産業
- 農業、商業、工業[2]

## 交通

### 乗合バス
- 1926年（大正15年）牛窓・虫明・鶴海方面と西大寺間の往復運行開始[2]。

## 教育
- 1896年（明治29年）星川小学校と北島小学校が合併し、大字大富に今城尋常小学校を開校[2]。